# Diastema (Gesneriaceae)
Diastema es un género con 44 especies de plantas herbáceas  perteneciente a la familia Gesneriaceae.  Es originario de América.

## Descripción
Son  delgadas plantas herbáceas, perennes con rizomas escamosos . El tallo es corto , sin ramas, hirsuto o con vellosidades . Las hojas son opuestas ,  por lo general con largos pecíolos; la lámina membranosa , crenada , dentada o aserrada. La inflorescencia, generalmente,  terminal en fiorma de racimo bracteoso . Los sépalos libres. Corola blanca , algunas veces con manchas moradas en los lóbulos , tubular o con forma de embudo , sólo ligeramente más amplia hacia la extremidad. El fruto es una cápsula obovoide,  membranosa , con 2 valvas y con ápice convexo .

## Distribución y hábitat
Se distribuyen por Bolivia hasta México y Venezuela, su centro de diversidad se encuentra en los Andes de Colombia, Ecuador y Perú. Crecen en la humedad en las  rocas cerca de los arroyos , en los bosques húmedos sin alcanzar grandes alturas. 

## Taxonomía
El género fue descrito por George Bentham y publicado en The Botany of the Voyage of H.M.S. Sulphur 132. 1844[1845].
Etimología
El nombre del género deriva del griego διαστημα,  diastema que significa "espacio , intervalo" , refiriéndose a las anteras separadas.
- Diastema anisophyllum
- Diastema bracteosum
- Diastema caracasanum
- Diastema comiferum